# PGC 1330809
LEDA/PGC 1330809 ist eine Galaxie im Sternbild Jungfrau auf der Ekliptik.  Sie ist schätzungsweise 938 Millionen Lichtjahre von der Milchstraße entfernt. Im selben Himmelsareal befinden sich u. a. die Galaxien NGC 5059, NGC 5075, NGC 5071, IC 4223.